# Село не люди
«Село не люди» — перший роман сучасної української письменниці Люко Дашвар, виданий у 2007 році видавництвом «КСД».
У ньому через низку лихоліть 13-літньої Катерини показується життя людей депресивного українського села. На його тлі досліджуються теми насильства проти жінок, зокрема, сексуального і над дітьми, наслідки нестачі сексуальної і будь-якої освіти, забобонів, корупції, релігійного фундаменталізму, алкоголізму та наркоманії, сексизму та гендерних стереотипів в українському суспільстві. Героїня відсилає до шевченківської Катерини у парадоксі звинувачення потерпілої.
У 2021 вийшло продовження історії. Книга отримала назву Село не люди 2. Добити свідка.

## Анотація
У селі все про всіх знають. Нічого не приховаєш. Тим більше — палку пристрасть дівчини-школярки Катерини до одруженого чоловіка Романа, батька її однокласника Олександра. Але невдовзі хлопець гине. У його трагічній смерті звинувачують Катю. Дівчина страждає. Та біда одна не ходить… Куди подітися засудженій громадою, наляканій та самотній Каті? Чим завершаться поневіряння нової Лоліти? Чи знайде вона своє щастя? Чи вистоїть під жорстокими ударами долі? Всевишній знає правду і не покине невинну душу на поталу юрбі.

## Сюжет
Катерина — 13-річна школярка, розбещена дорослим одруженим чоловіком, ідеалістично закохується у нього. Та, окрім педофіла, її кохає ще його син, який заради дівчини йде на безглуздий вчинок, послухавши поради друга. Дії хлопців призводять до трагічних наслідків, у яких громада звинувачує Катерину. Далі на сторінках роману розгортається трагедія за трагедією у життях головних та другорядних героїв.
Головна героїня роману Катерина — молода дівчина, яка своєю невинністю наразилася на сільський самосуд, від чого була змушена втекти до міста. Там вона пережила приниження від професорської родини, де її ледь не зґвалтував господар, втратила батьків, і врешті повернулася в село, щоб стати місцевою відункою.

## Нагороди та номінації
- У 2007 році роман став лауреатом літературної премії «Коронація слова — 2007»[2].
- Книга здобула ІІ премію та премію «Дебют року» від книжкового порталу «Друг Читача».

## Прототипи героїв роману
Катерина. Коли письменниця навчалася в Херсонському інституті, поруч було ПТУ, де дівчатка із сіл вчилися на ткаль. Це були діти 14 років, наївні до розпачу, чисті та юні. Але перше, що робили — фантазійний макіяж, фарбували волосся в яскраво-помаранчевий колір. Так вони входили у нове життя. Уся рідня авторки виросла в селі, де, за її словами, немає півтонів. Можливі лише крайнощі: стовідсоткова невинність, моральна й фізична, або повна розбещеність. Катерина — це збірний позитивний образ.
Історія підлітків Сашка й Сергія, які залили собі в пеніси віск, щоб стояло, не вигадана. Реальний випадок: у херсонську лікарню привезли із села двох чоловіків за 30. Вони купили на базарі віск та інструкцію й вирішили здивувати своїх дружин. На думку письменниці, якщо дорослі таким займаються, то підлітки бавляться цим ще частіше.

## Відгуки
Критикою та аудиторією роман був сприйнятий неоднозначно. Проте його високі тиражі свідчать про читацький попит.

Оглядач з видання Дзеркало тижня позитивно відгукується про роман: 
|  | Бездоганно прописані сцени і образи, не далеко не шаблонний сюжет, неперевершений самобутній стиль письма, щедро розбавлений суржиком, жаргонізмами та місцевими діалектами, влучили у яблучко — від книги неможливо відірватися. Оригінальний текст (англ.) Безупречно выписанные сцены и образы, далеко не шаблонный сюжет, непревзойденно самобытный стиль письма, щедро разбавленный суржиком, жаргонизмами и местным диалектом, попали в яблочко — от книжки невозможно оторваться. |

## Цитати
- «Ніхто не віддає. Тільки беруть…»
- «Коли людина довго в смутку, то й посмішка — подвиг.»
- «Прозріння двох для цілої держави — ніщо.»
- «В кожного своя доля. Хоч як не крути, а йдеш однією дорогою. На дві одразу не скочиш.»
- «Шануй свою землю, і вона родить тобі щастя.»
- «Село — не люди, — відповів Ігор. — Розглядати село як скупчення людей — величезна помилка. Село — це традиції, це скарбниця нації, це продовження природного способу життя на противагу звихнутій урбанізації. — Згоден. Як ти добре сказав: на противагу звихнутій урбанізації. Ігор глянув на пожухлі польові квіти край дороги. — Село повертає розуміння істинних людських цінностей. Радість простого… Оці зів'ялі квіти… — А ця колюча стерня… А небо… А ця тиша… — Денис задер голову догори. — У мене відростають крила. Раптом зупинився, повів носом. — Звідки тхне? — запитав. — Ти у коров'яче лайно вступив, — спокійно відповів Ігор. — Розрив! Це називається технікою розриву. Ти навмисне збиваєш мене з хвилі. Я хочу влитися у цей світ. Я хочу тремтіти від захоплення й відчувати щастя бути тут, а ти… Ігоре, віднайти невідомі старі пісні — не проблема. Проблема — зробити це, відчуваючи себе частиною цих пісень, частиною кургану, людей, які навколо нього живуть. — Вийди з лайна — і техніка розриву закінчиться, — засміявся Ігор.»
- «Цілий арсенал засобів швидкої допомоги при нападах депресії у представників інтелігенції — ящик коньяку.»